# ビル・シャーラー

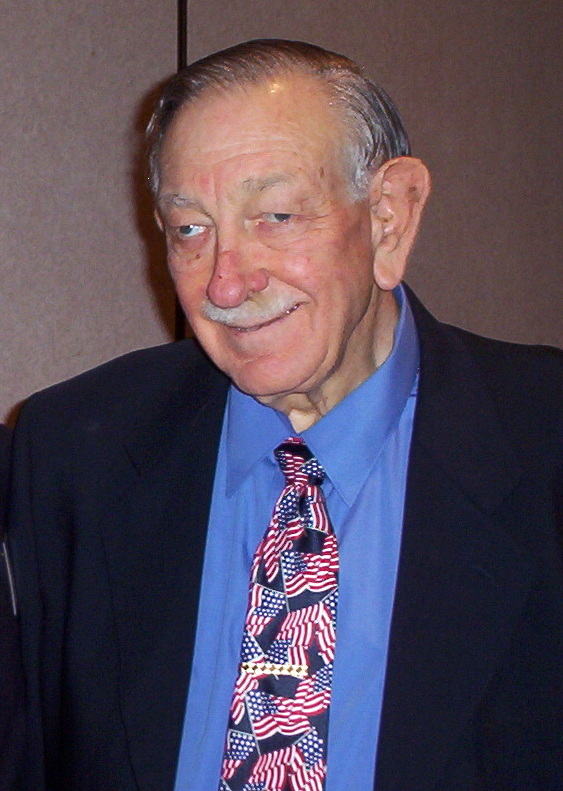
2006年のビル・シャーラー

ビル・シャーラー（Bill_Shearer）ことウィリアム・ケネディ・シャーラー（William Kennedy Shearer、1931年1月21日 - 2007年3月3日）は、1967年に妻であるアイリーンとアメリカ独立党を結成した人物である。